# Lies van Aelst
Rosalie (Lies) van Aelst-den Uijl (Gorinchem, 1 december 1988) is een Nederlands politicus. Sinds 2024 is zij namens de Socialistische Partij (SP) lid van de Eerste Kamer der Staten-Generaal. Van 2007 tot 2024 maakte zij deel uit van de Provinciale Staten van Zuid-Holland. 

## Loopbaan
Van Aelst studeerde Geschiedenis aan de Erasmus Universiteit Rotterdam. Zij werd op haar veertiende lid van ROOD, destijds de jongerenorganisatie van de SP. Bij de Tweede Kamerverkiezingen 2006 was zij in haar kieskring kandidaat voor de SP.
Bij de Provinciale Statenverkiezingen 2007 werd de op dat moment achttienjarige Van Aelst gekozen in de Provinciale Staten van Zuid-Holland. In 2015 werd zij fractievoorzitter en bij de verkiezingen van 2019 en 2023 was zij lijsttrekker. Van 2017 tot 2018 was zij tevens raadslid en fractievoorzitter in de gemeente Gorinchem. In de Zuid-Hollandse Staten maakte zij zich onder meer sterk voor een beter openbaar vervoer en tegen lozingen van de Dordtse vestiging van chemiebedrijf Chemours.
Van Aelst stond vijfde op de kandidatenlijst van de SP bij Eerste Kamerverkiezingen van 2023, wat niet voldoende was om gekozen te worden. In februari 2024 werd zij alsnog geïnstalleerd als lid van de Eerste Kamer, na het terugtreden van Tiny Kox. Met een leeftijd van 35 jaar is zij na haar aantreden het jongste lid van de senaat. Binnen de driekoppige SP-fractie is ze verantwoordelijk voor sociale zaken, landbouw, natuur, volksgezondheid, welzijn en sport, waterstaat, omgeving en infrastructuur. Op 6 maart 2024 nam ze afscheid als Statenlid in Zuid-Holland.
Naast haar politieke loopbaan is Van Aelst sinds 2022 directeur van de Nederlandse Vereniging voor Rekenkamers en Rekenkamercommissies. Zij was van 2016 tot 2022 als adviseur, senior programmamanager en onderzoeker in dienst van de Wethoudersvereniging. Van Aelst deed promotieonderzoek naar de geschiedenis van het wethoudersambt in Nederland.

## Persoonlijk
Van Aelst is een dochter van Eva Dansen, wethouder in Gorinchem van 2014 tot 2018 en vanaf 2022.

## Uitslagen verkiezingen

### Eerste Kamer
| Verkiezingen                  | Plaats Van Aelst | Zetels SP | Aantal stemmen |
| ----------------------------- | ---------------- | --------- | -------------- |
| Eerste Kamerverkiezingen 2019 | 10 (lijst SP)    | 4         |                |
| Eerste Kamerverkiezingen 2023 | 5 (lijst SP)     | 3         |                |

### Tweede Kamer
| Verkiezingen                  | Plaats Van Aelst | Zetels SP | Aantal stemmen |
| ----------------------------- | ---------------- | --------- | -------------- |
| Tweede Kamerverkiezingen 2006 | 27* (lijst SP)   | 25        |                |
| Tweede Kamerverkiezingen 2010 | 50 (lijst SP)    | 15        | 1.387          |
| Tweede Kamerverkiezingen 2012 | 37 (lijst SP)    | 15        | 598            |
| Tweede Kamerverkiezingen 2017 | 48* (lijst SP)   | 14        |                |
| Tweede Kamerverkiezingen 2021 | 29 (lijst SP)    | 9         | 353            |

 * kandidaat in één kieskring